# 宮之浦港 (屋久島町)
宮之浦港（みやのうらこう）は、鹿児島県熊毛郡屋久島町にある地方港湾。鹿児島県が管理している。

## 概要

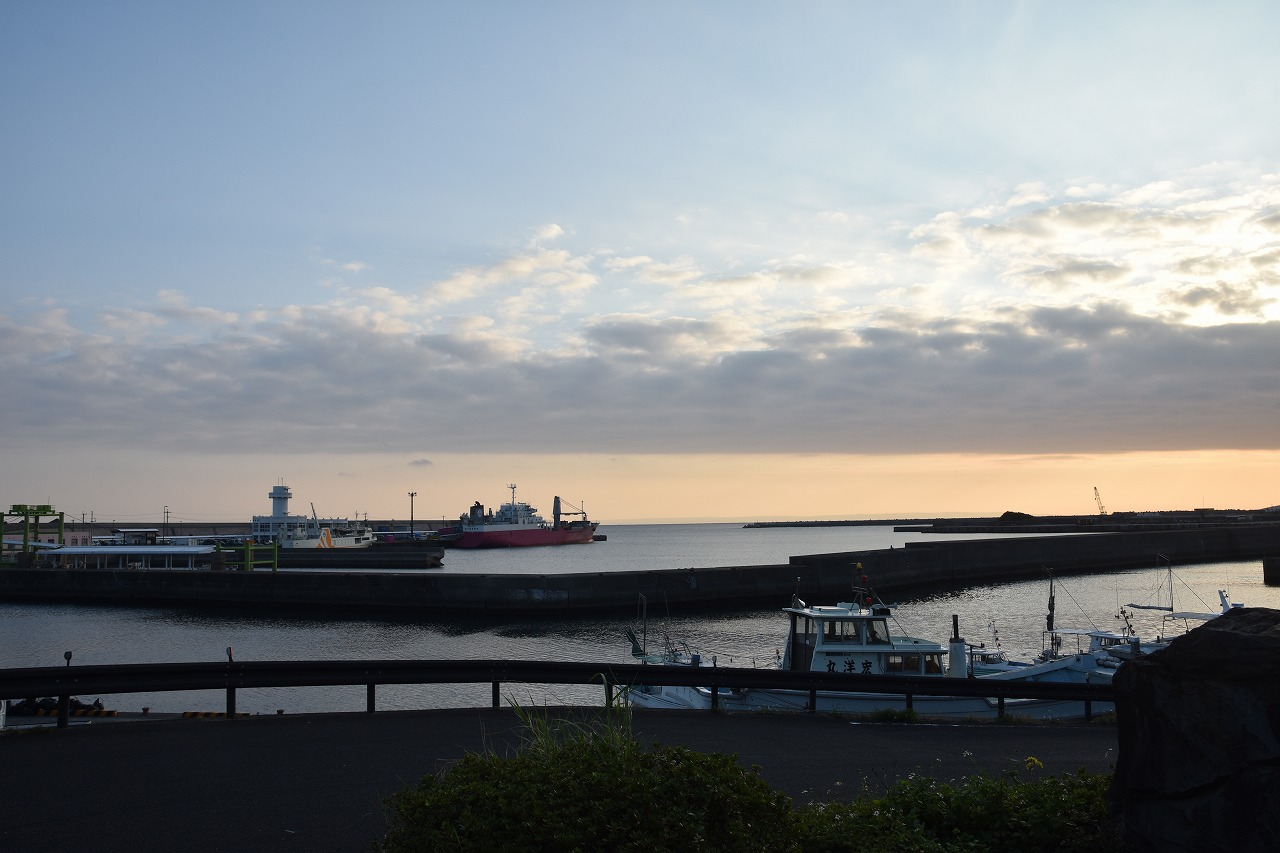
夕暮れ時の宮之浦港

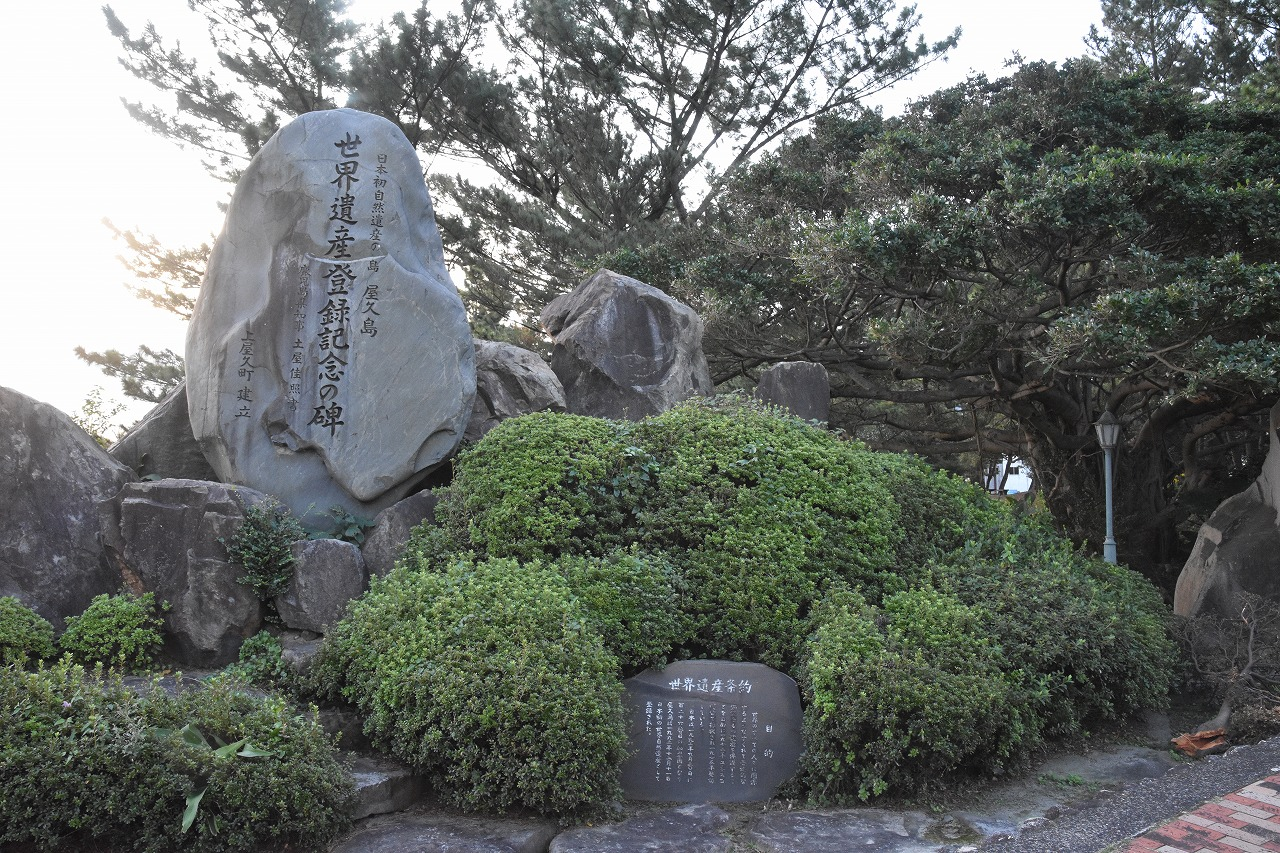
宮之浦港から徒歩5分、屋久島環境文化センター向かいに建つ世界遺産登録記念の碑

屋久島の北東岸に位置する湾で、東シナ海に面している。古くは屋久杉の積み出し港として栄えた。現在は鹿児島・種子島方面のフェリー・ジェットフォイル航路が発着し、屋久島の玄関口となっている。近年はクルーズ客船が年間20回程度寄港する。
港則法の適用港で、港湾区域は肥瀬ノ埼から0度800メートルの地点まで引いた線、同地点から塚埼まで引いた線及び陸岸により囲まれた海面並びに宮之浦橋下流の宮之浦川水面と定められている。
2015年度の発着数は3,065隻（310万5,542総トン）、利用客数は27万477人（乗船12万9,603人、下船14万874人）である。

## 航路

### 高速船
- 宮之浦港 - 西之表港（種子島） - 鹿児島港

種子屋久高速船が運航するボーイング929（ジェットフォイル）「トッピー」「ロケット」が通常期4往復、繁忙期5往復運航している。全便が西之表港（種子島）に寄港するが、一部は当港が先回りとなる。また、一部は指宿港を経由する。

### フェリー
- 宮之浦港 - 鹿児島港（南埠頭旅客ターミナル）

折田汽船が運航する「フェリー屋久島2」が1日1往復運航している。
- 宮之浦港 - 西之表港（種子島） - 鹿児島港（谷山港二区）

鹿児島商船グループの新屋敷商事が運航する「はいびすかす」が1日1往復運航している。

### 村営航路
- 本村港（口永良部島） - 宮之浦港 - 島間港（種子島）

屋久島町が運航する「フェリー太陽」が1日1往復運航している

### 奄美航路（社会実験）
- 那覇港（那覇ふ頭） - 本部港 - 与論島（与論港・供利地区） - 沖永良部島（和泊港） - 徳之島（亀徳港） - 奄美大島（名瀬港・新港地区） - 宮之浦港 - 鹿児島新港

マルエーフェリーが運航する。2018年3月4日より、鹿児島と奄美群島および沖縄を結ぶ航路のうち、一部の上り便について条件付きながら寄港が開始された。国土交通省の船旅活性化モデル地区事業を活用して約1年間の期限つきで実施される社会実験であり、事前の予約人数が2人以上（当初は20人以上）ある場合のみ寄港する。運賃は名瀬から宮之浦港の区間に限り助成が適用される（名瀬以南から通して乗船する場合は、名瀬以南と以北の運賃を合算する）。当港からの乗船は不可。

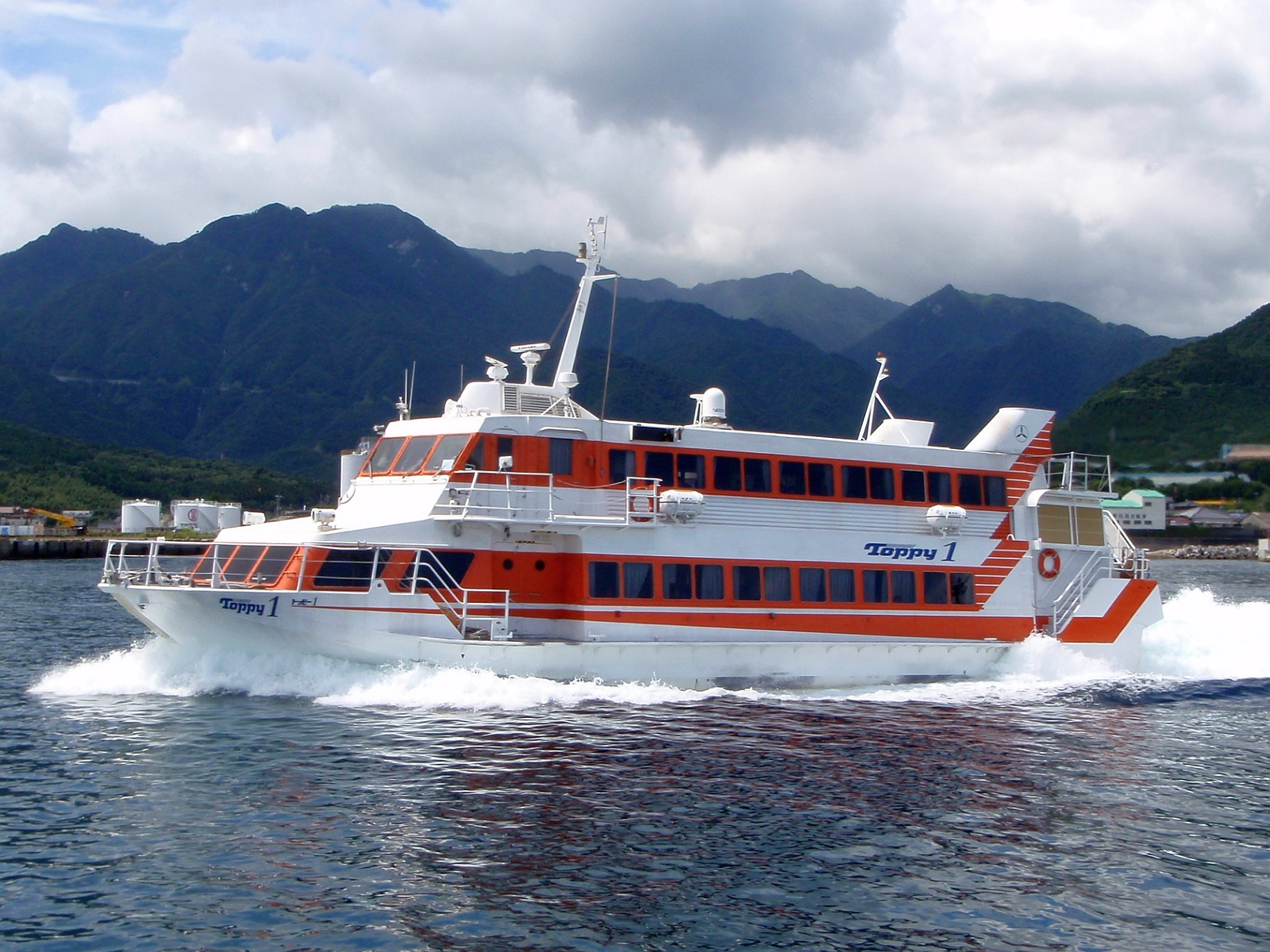
種子屋久高速船「トッピー1」（宮之浦港）
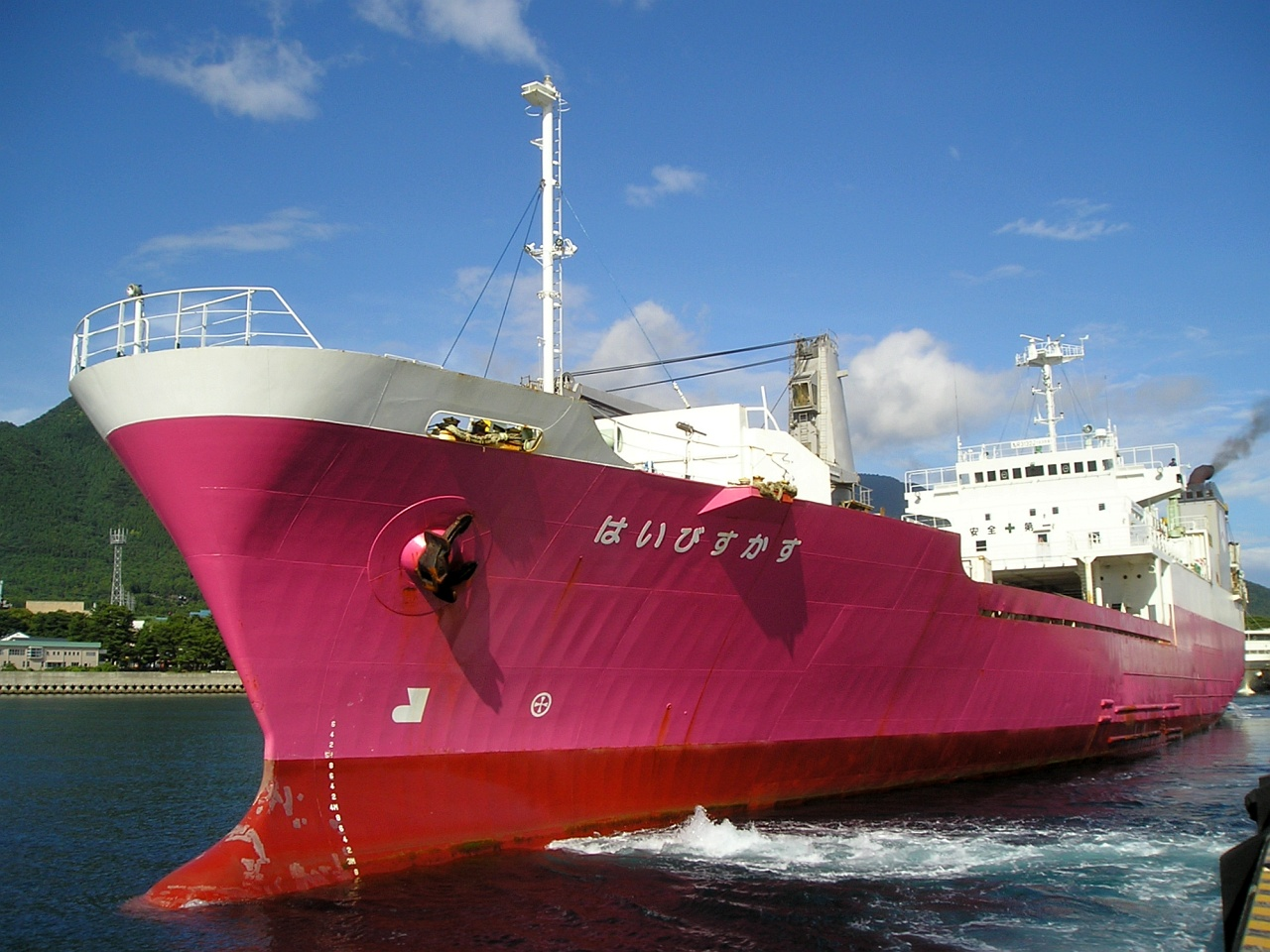
鹿児島商船「はいびすかす」（宮之浦港）
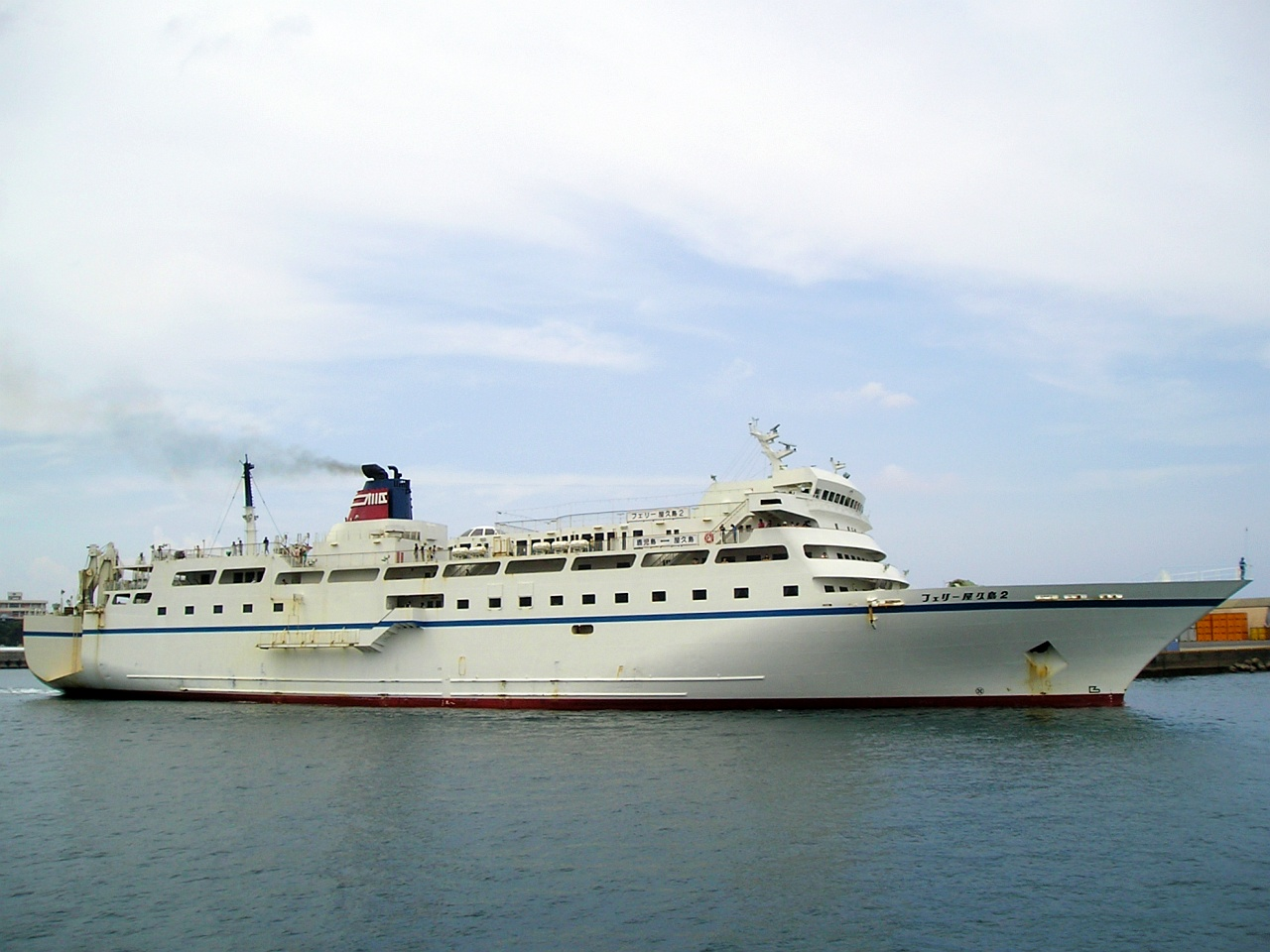
折田汽船「フェリー屋久島2」（宮之浦港）
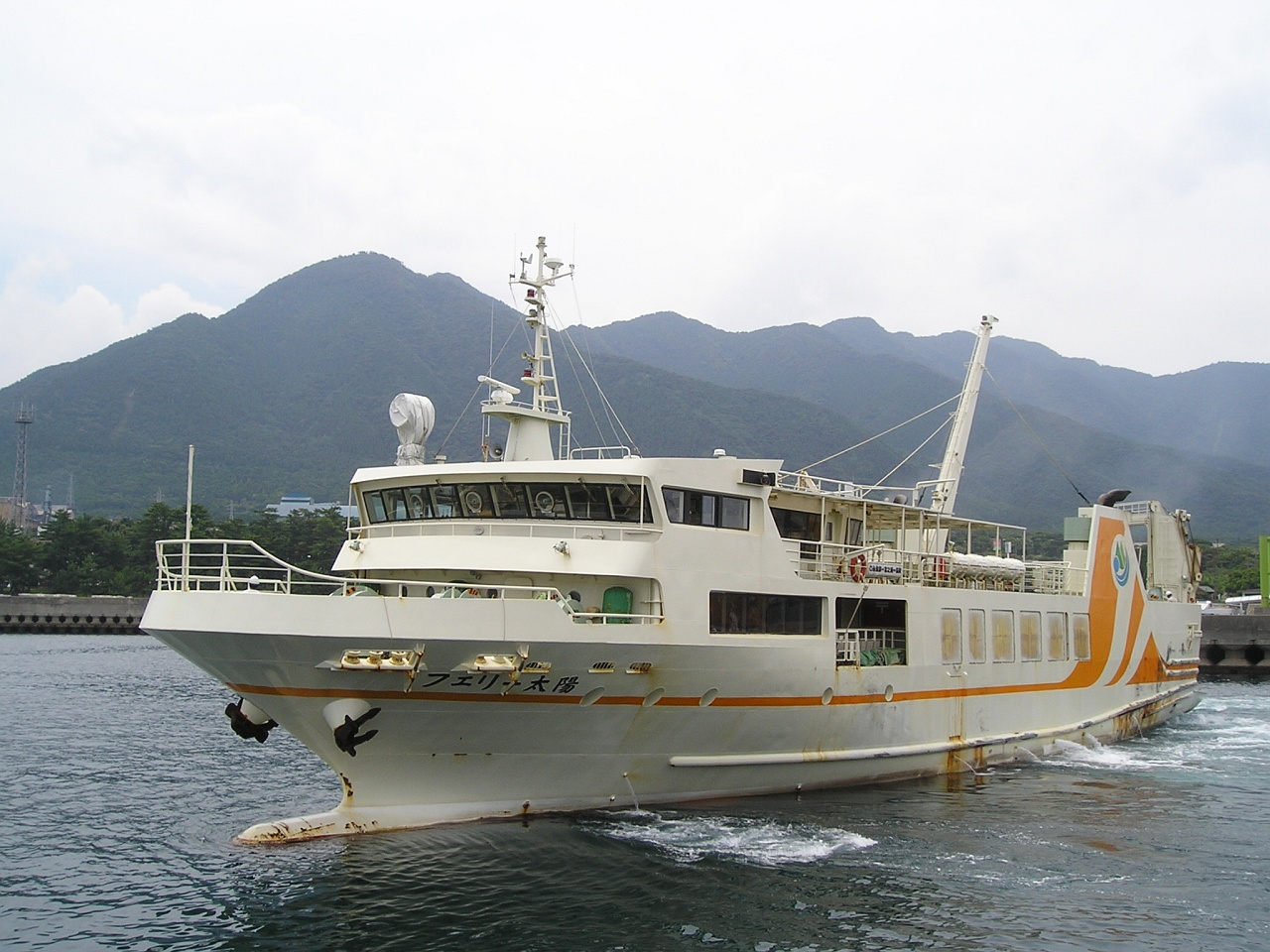
屋久島町「フェリー太陽」（宮之浦港）
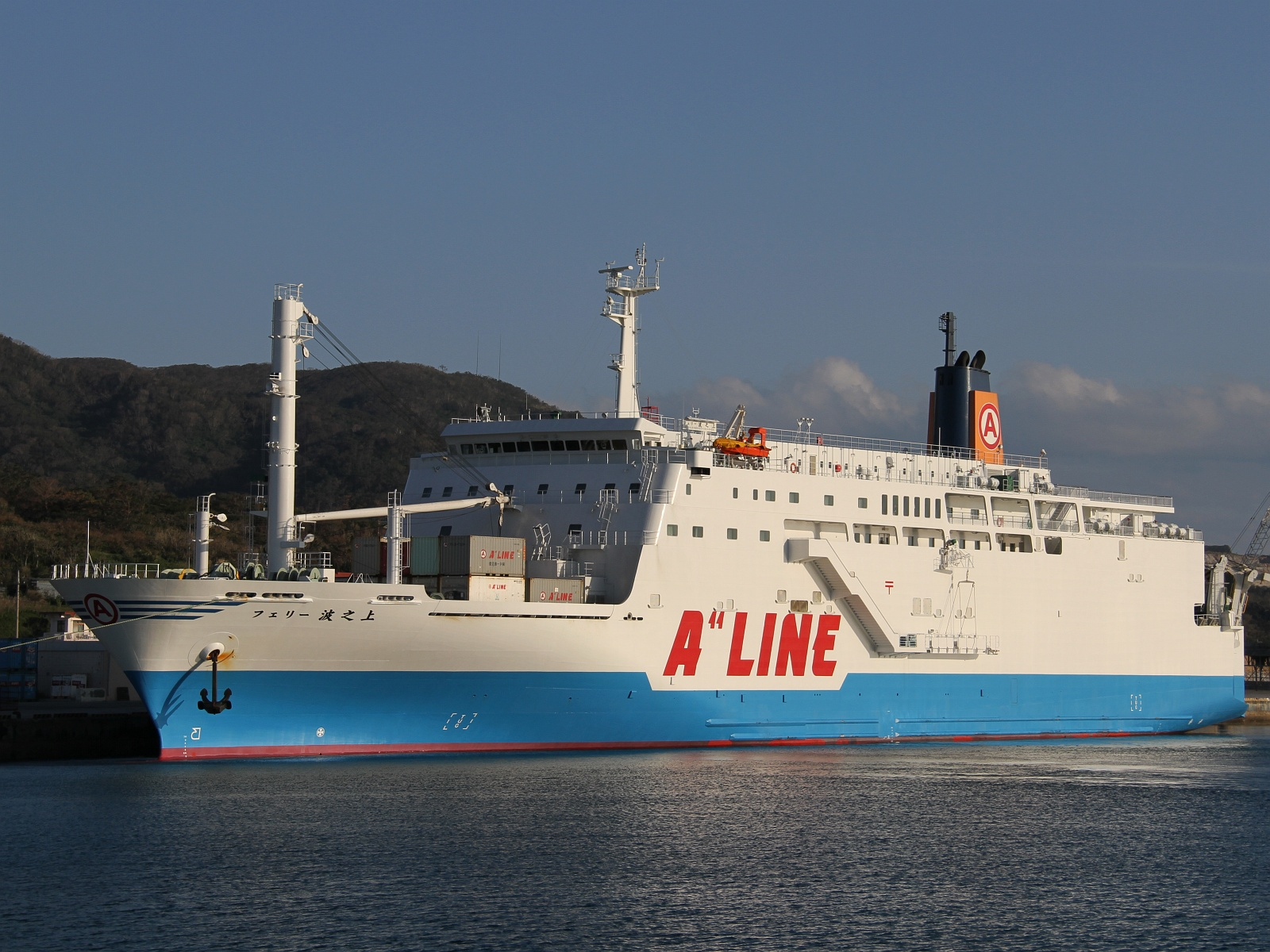
マルエーフェリー「フェリー波之上」（本部港）

## 港湾施設

### 宮之浦地区
フェリー、ジェットフォイルが発着する。宮之浦港フェリーターミナル、トッピーターミナル、ロケットターミナル（運航会社合併により集約）が設けられている。
- -7.5m岸壁（-7.5m）[12]
- -5.5m岸壁（-5.5m）[12]
- 高速船浮桟橋

### 火之上山地区
クルーズ客船の寄港に対応するため、宮之浦地区の対岸に新たに整備され2006年度に完成した。3万トン級のクルーズ客船が接岸可能である。
- -7.5m岸壁（-7.5m×250m）[12]